# 竹馬

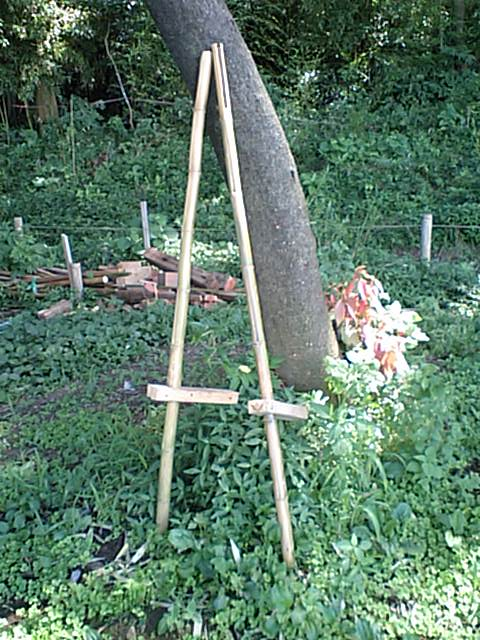
タケウマ

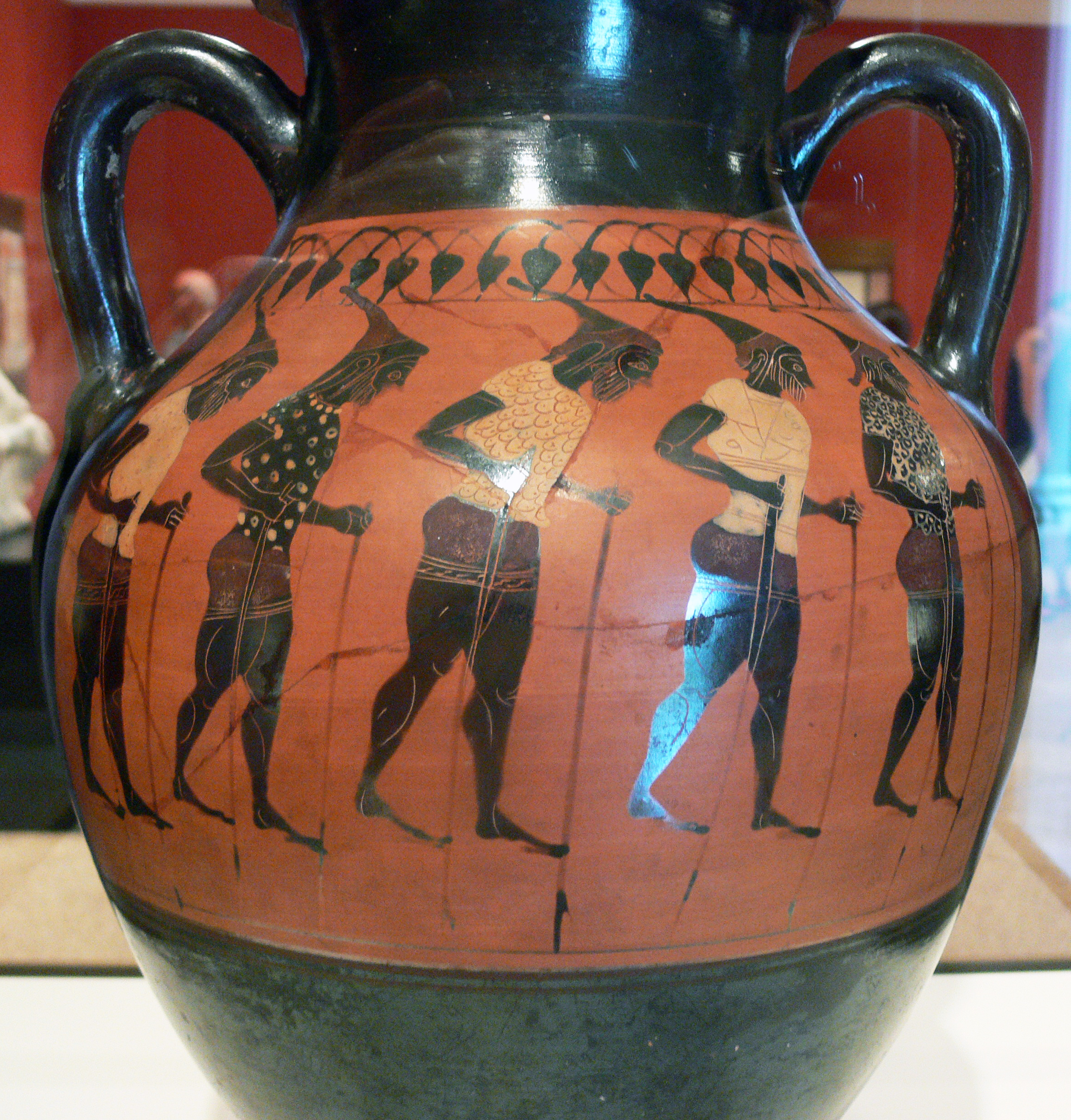
紀元前550年から525年頃のギリシャの遺跡から出土した土器（ピトス）

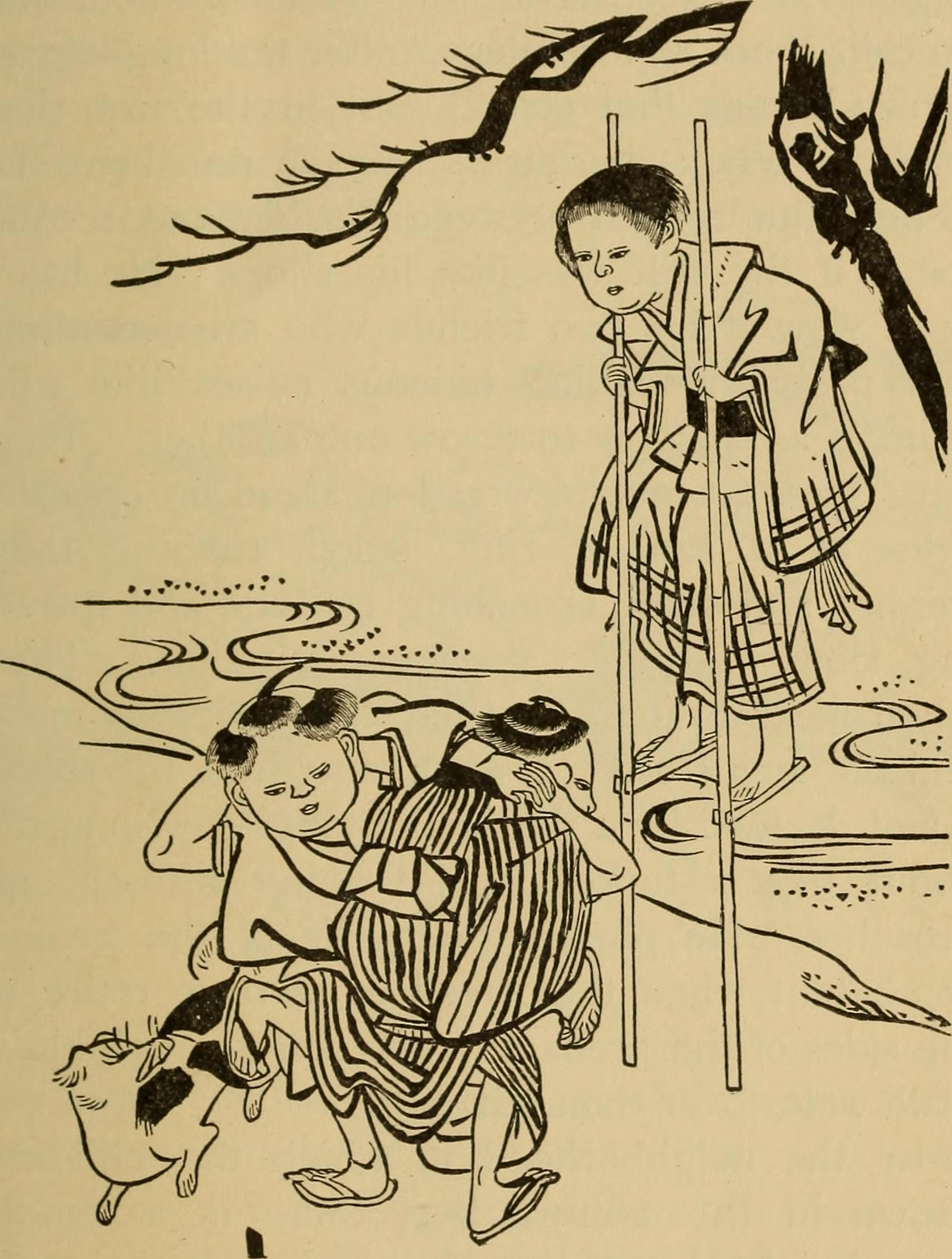
竹馬や相撲など、日本の子供の遊びを描いた絵

竹馬（たけうま）とは、遊具の一種。歴史的には竹を馬に見立てたものを引きずって走る遊具、または2本の竹に足場となる横木を付けて乗り、歩行する遊具のことであるが、「竹馬」といえば後者のことを指すのが一般的になっている。遊具または実用の類似の道具は世界に広く分布するが、日本・アジア・オセアニアのものとヨーロッパのものは起源が異なるともいわれている。

## 用途
遊戯や祭りやショーで使用される。そのほか、海渡り、渡河、洪水対応、羊飼いが羊の群れを観るため、果物の採取や屋根の修理などの高所作業に使用される。
著名な祭り
- スペイン、ラ・リオハ州アンギアーノでは、4世紀頃からサンコと呼ばれる竹馬に乗り民族衣装を着た人が階段を下りたりしながら踊る祭りが行われる[3]。
- ベルギーにあるナミュールという都市での祭では若者たちによる騎馬戦「Échasseurs namurois」が14世紀から行われている[4]。2021年にユネスコにより無形文化遺産として認定[5]。

## 歴史
考古学的な調査や文献で、古代ギリシアで紀元前6世紀までには竹馬のような器具が使われていたことが判明している。古代ギリシャでは、土台を意味する βάθρον (bathron）と手足を意味する κῶλον (kōlon)を組み合わせ、κωλόβαθρον (kōlobathron)と呼ばれており、その使用者を  κωλοβαθριστής (kōlobathristēs)と呼んだ。

## 日本
山東京伝の『骨董集』（1814年 - 1815年）では、「竹馬」とは枝葉の付いた竹を馬に見立てて縄の手綱を付け跨って走る遊戯としている。
一方、足場を付けた2本の棒に乗って歩行する遊具が登場する最古の文献は北静盧の『梅園日記』（1845年）といわれており、遊具の名は「鷺足」となっている。
一般的には竹で作られることから「竹馬」（竹製の乗り物）の名で広まっているが、地域によっては竹以外の木材で作られてきたこともあり、さまざまな呼称がある。そのうちの「タカアシ」や「サギアシ」は、室町時代から田楽で行われているポゴの名称でもある。それら田楽の「高足」には1本の棒に乗る「一足」のほか、2本の棒に乗る「二足」があったとされ、これが竹馬の由来とする見方がある。
幕末期の『守貞漫稿』の「竹馬馳」の項目では、竹馬は枝葉のある生竹に縄を付けて手綱にし、跨って走る遊戯だが、今世江戸でいう竹馬は七、八尺の竿に縄で横木を付けて足掛かりにして歩くものとしている。
1969年にはステンレススチールパイプにプラスチックの足場を備えた既製品も登場し、玩具店で販売されるようになった。

## スティルツ
スティルツもしくはスティルトとは、ヨーロッパで発達した、脚に装着して人間をかさ上げする棒状の器具である。長いものは高さ5メートルにもおよぶ。

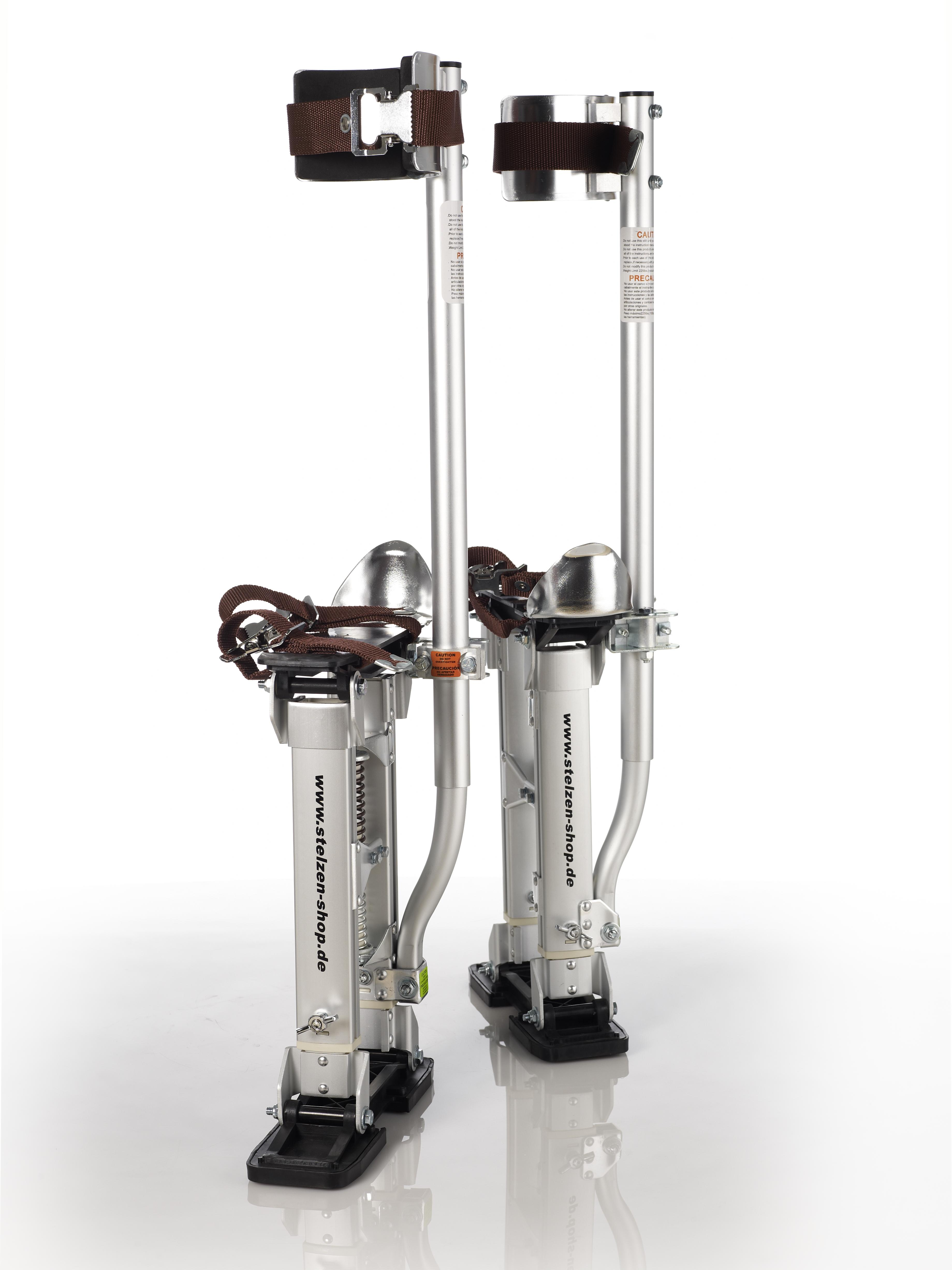
手を使わないスティルト

脚に固定する代わりに手で掴んで乗るものもスティルツに含むが、区別する際には「ペグスティルツ」（Peg stilts、訳：足場スティルツ）と「ハンドヘルドスティルツ」（Hand-held stilts、訳：手持ちスティルツ）に呼び分けられる。
ヨーロッパ（のハンドヘルドスティルツ）と日本の竹馬を比較すると、日本の竹馬は棒を手で保持する位置は胸の前で、横木は進行方向に対して後方に向けられている。しかし、ヨーロッパのものは腕は下向きに伸ばして棒を脇に抱えて竹馬を背中で支えるような姿勢で保持し、横木は進行方向に対して内側に向いており、棒に挟まれる格好になる。ヨーロッパでは子供が乗って遊ぶほか、ショーや祭りで使用される。また、遊具だけではなく川を渡る実用的な道具としても利用された。
アフリカのエチオピアに住むベンナ族は、野生動物を避け、藪を進むためにスティルツを使うとされるが、食料や水の収集などの作業、伝統や儀式とも密接な関係を持つものとなっている。

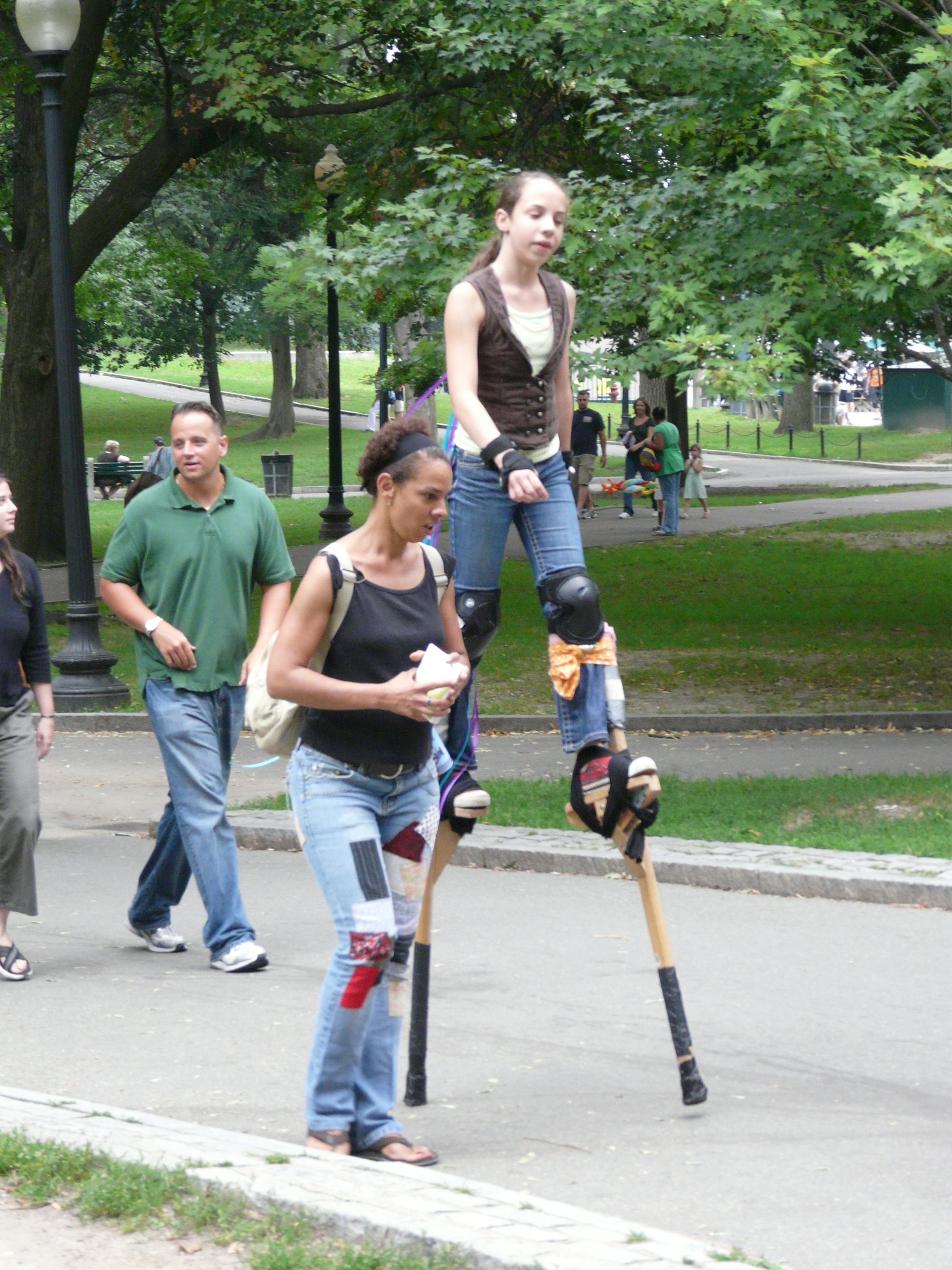
スティルツ
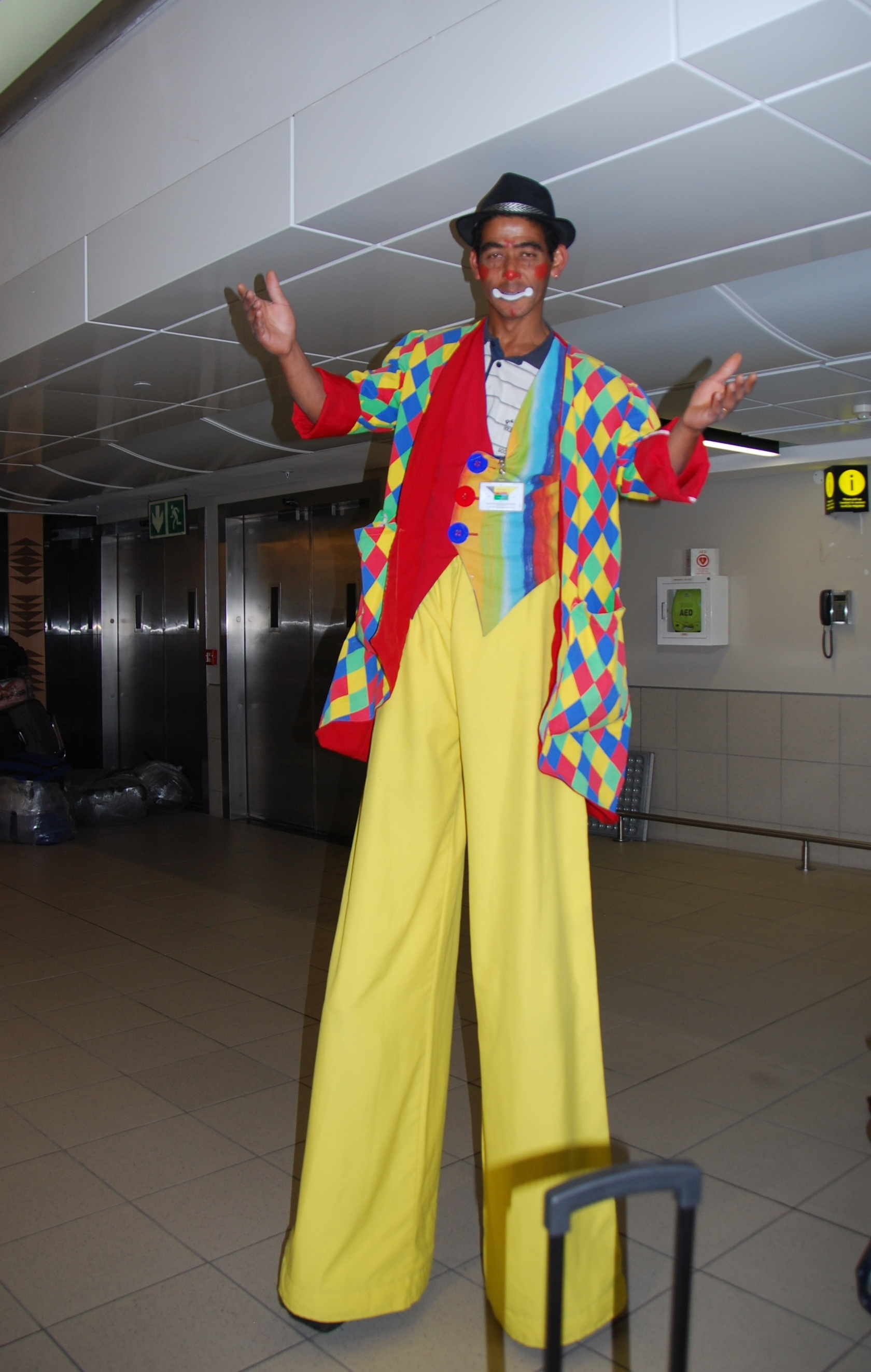
ヨハネスブルグ空港にて
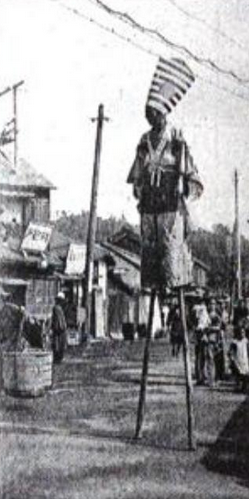
アラスカ・ユーコン太平洋博覧会（en:Alaska–Yukon–Pacific Exposition）に参加した日本の東西屋（ちんどんや） 1909年
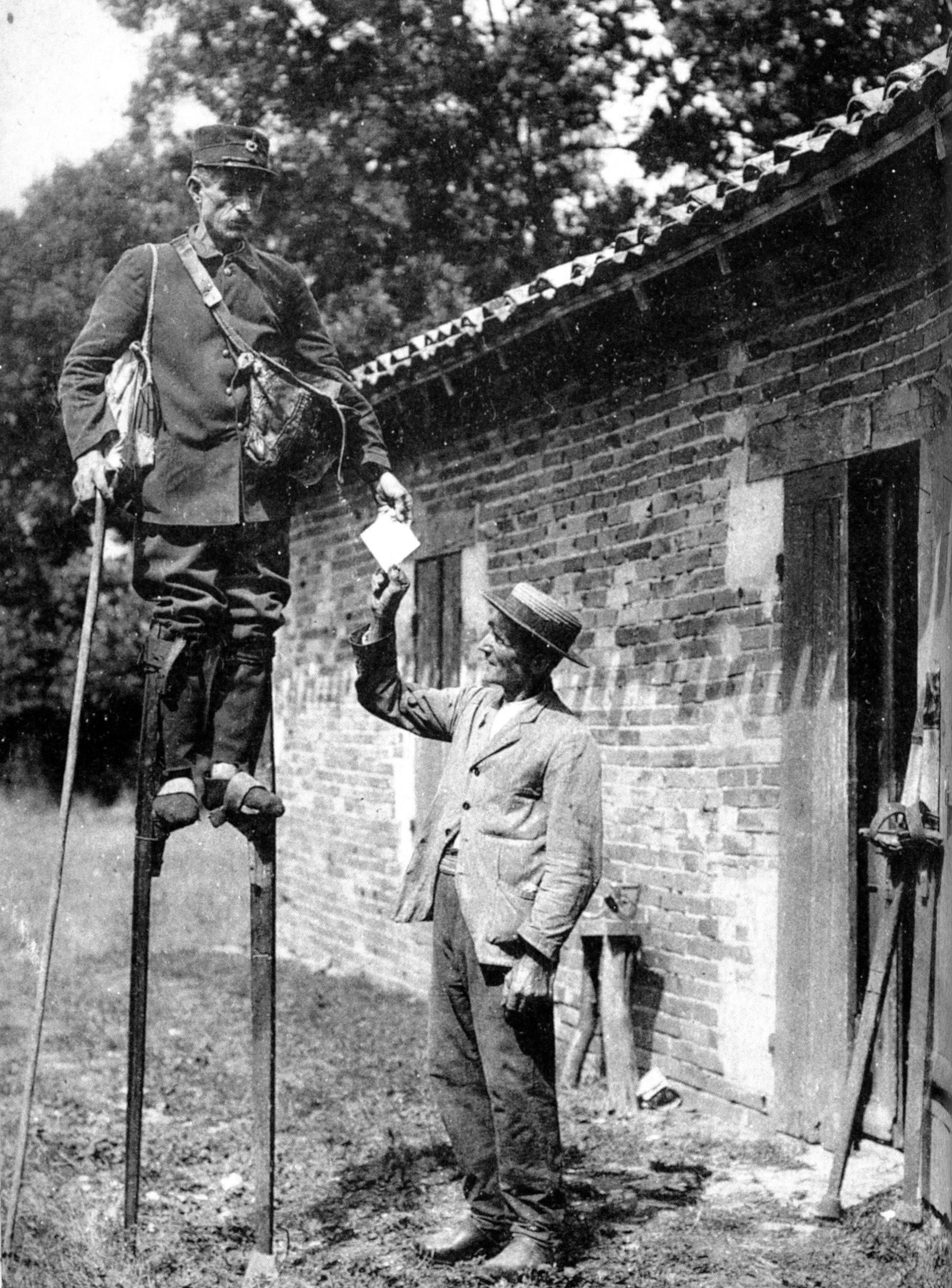
ランドの森の郵便配達
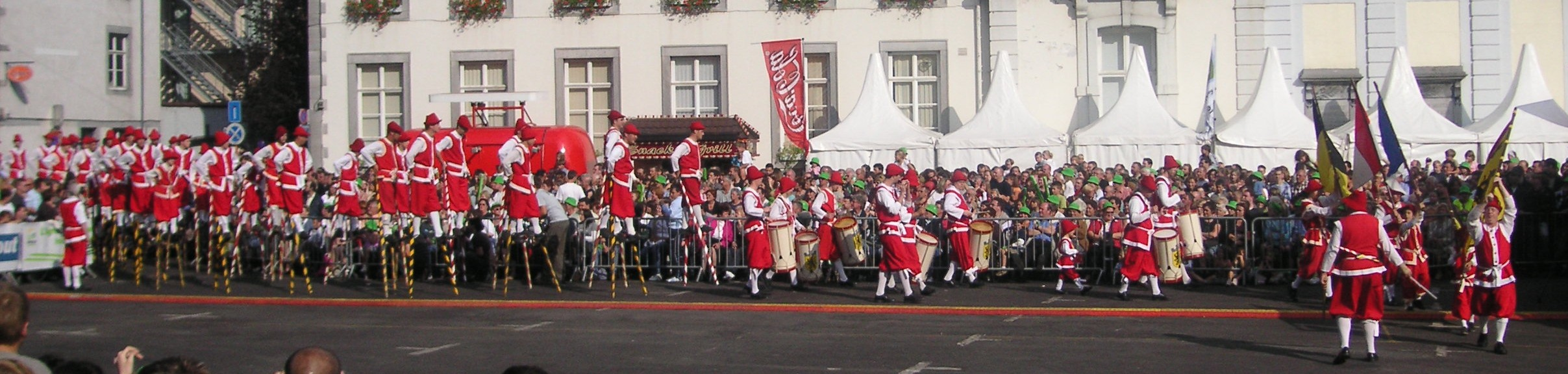
ハンドヘルドスティルツに乗った相手を落とし合うナミュールの祭
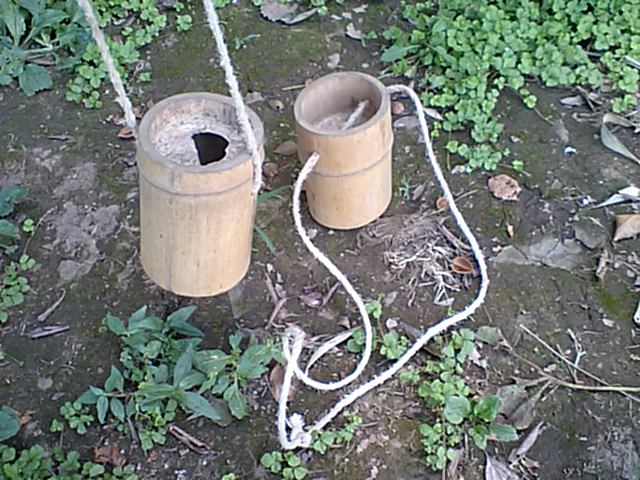
竹ぽっくり
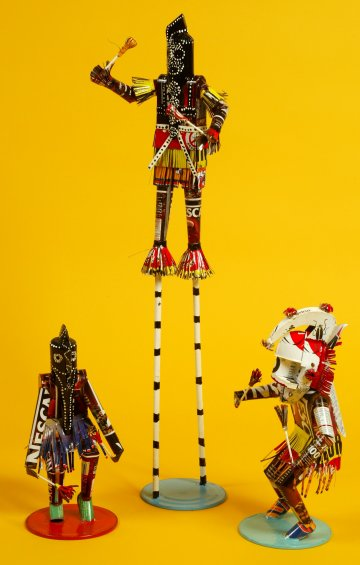
西アフリカのドゴン族の儀式を表した人形
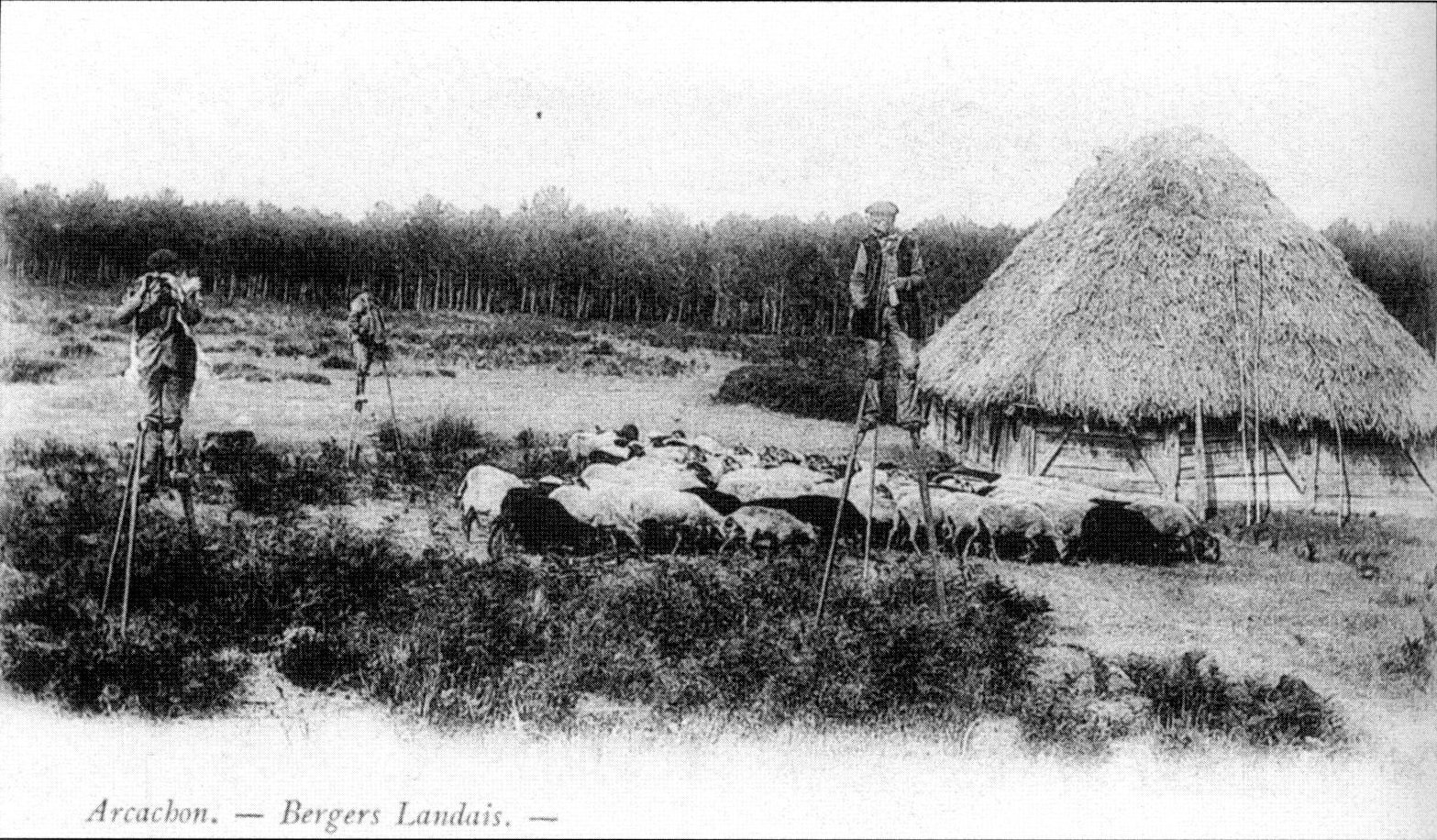
フランスの羊飼い

## 中国の竹馬
中国語では「竹馬」（竹马）を「ツウマー」と読むが、日本のものとはまったく異なる遊びを指す。切り落とした1本の竹を掴み、それを馬に乗るように跨いで引きずり回すだけのものだが、日本でも当初はこれが「竹馬」と呼ばれていた。
日本で少年時代を意味する「チクバ」は、竹馬ではなくツウマーにまつわる桓温の故事が語源とされているが、原典は「彼は子供の頃から私より格下だった」という内容。実際の中華圏ではこれに代わり、李白の『長干行』を原典とする「青梅竹馬」（チンメイツウマー）という語句が、異性の幼馴染という意味で使われている。
なお、スティルツ自体は「踩高蹺」（ツァイガオチャオ）などと呼ばれ、一説では紀元前から演劇に用いられているという（『列子』での記述による）。